# Аидзава Сэйсисай
Аидзава Сэйсисай (яп. 会沢 正志斎, 25 мая 1782 — 14 июля 1863) — японский политический и научный деятель периода Эдо; философ

, неоконфуцианец. Настоящее имя — Аидзава Ясуси (яп. 会沢 安). Псевдонимы — Сэйсисай (яп. 正志斎) и Кинсёсай (яп. 欣賞斎).

## Биография
Аидзава родился 25 мая 1782 года в Мито-хане (современная префектура Ибараки) в семье незнатного самурая. В 1791 году в 10-летнем возрасте поступил в конфуцианскую школу Сэйранся под руководством Фудзиты Юкоку (1774—1826). В 1799 году за успехи в учёбе Аидзава был принят в качестве переписчика в академию Сёкокан в Мито-хане, где подключился к основной работе этого заведения — редактированию и компиляции «Большой истории Японии». В 1801 году, во время работы в академии, Аидзава написал трактат по вопросам обороны страны «Странные слухи об островах Тидзима», посвящённый архипелагу Тидзима, южной части Курильских островов. За добросовестный труд талантливого 22-летнего юношу сделали полноправным членом академии в 1803 году.
В 1804 году Аидзава был назначен наставником Токугавы Нариаки, сына правителя Мито-хана, а также детей местных вельмож.
В 1824 году английские корабли, нарушив японские законы, причалили в гавани Оцу Мито-хана и высадили команду из 12 человек. Аидзава был назначен вести переговоры путём переписки с иностранцами. Пребывая под впечатлением увиденного и услышанного, он написал в следующем году труд «Новая теория», в котором резко критиковал мягкость сёгуната к «западным варварам» и предсказывал гибель Японии от иностранного порабощения. Из-за резкого содержания книга была запрещена правительственной цензурой, но нашла широкий отклик среди простых самураев и аристократии, среди которых зародилось движение «Да здравствует Император, долой варваров!». В 1825 году Аидзавой был написан трактат «Новые предложения», где утверждалось, в частности, что Япония находится на самом верху Земли, тогда как западные страны и Америка расположены ниже и дальше.
В 1826 году, после смерти Фудзиты Юкоку, Аидзава стал главой академии Сёкокан. В 1829 году он победил в политической борьбе за главенствование в Мито-хане и смог посадить новым правителем владений своего ученика — Токугаву Нариаки. Под патронажем последнего Аидзака начал курс реформ, направленных на обновление Мито. Реализация этого курса продолжалась с 1830 по 1843 год.
В 1840 году Аидзава стал главой ещё одной местной академии Кодокан. В целом, он прилагал немало усилий для реформирования системы образования на своей родине.
В 1845 году, из-за опалы центрального правительства по отношению к Токугаве Нариаки, который начал утеснять буддийские общины в своих владениях, руководствуясь конфуцианскими принципами, Аидзава, как один из соратников Нариаки, был посажен под домашний арест. Через четыре года Сэйсисая освободили и в 1855 году он снова стал главой академии Кодокан.
В 1858 году, в связи с требованием Императорского двора Японии к Мито-хану начать преследование сторонников договоров с иностранцами и склонить сёгунат к политическому равноправному союзу со столичной аристократией, правительство Мито-хана разделилось на две группы. Одна настаивала на исполнении приказа, а другая твердила о необходимости слушаться в первую очередь волю сёгуната, а не двора. Аидзава принадлежал ко второй группе и вступил в конфликт с радикальными представителями движения «Да здравствует Император, долой варваров!».
Во время всеяпонских политических репрессий 1858—1859 годов, организованных сёгунатом против противников договоров с иностранцами, Сэйсисай смог удержать радикалов Мито-хана и уберечь владения от раскола.
В 1862 году, предчувствуя назревание большого конфликта внутри страны, Аидзава написал доклад «Время диктует политику» в адрес сёгуна Токугавы Ёсинобу, в котором разъяснял необходимость открыть Японию для иностранных государств и избежания братоубийственной войны.
Труды Сэйсисая были посвящены не только политике. Он занимался проблемами синто, которое представлял как основу бытия японской нации. Влиянию работ Аидзавы подверглись даже его политические оппоненты, в частности мыслитель из Тёсю-хана Ёсида Сёин.
Умер Аидзава Сэйсисай 14 июля 1863 года в возрасте 82 лет. Его похоронили в храме Хонходзи города Мито.